# ليوناردو رودريغيز
ليوناردو أدريان رودريغيز (بالإسبانية: Leonardo Rodríguez)‏ ، من مواليد 27 أغسطس 1966 في لانوس في الأرجنتين ، لاعب كرة قدم أرجنتيني سابق.
لعب مع منتخب الأرجنتين لكرة القدم.

## مسيرته الكروية
لعب ليوناردو رودريغيز خلال مسيرته الاحترافية مع 9 أندية في واحد وعشرون موسمًا وسجل خلالها 64 هدفًا ضمن 356 مباراة. حيث فاز في موسمين بالكأس وفي أربعة مواسم بالدوري.
خاض ليوناردو رودريغيز مسيرته مع نادي لانوس في موسم 1984 في المرة الأولى ليلعب معه أربعة مواسم ثم في موسم 2002–03 لمدة موسم واحد، مشاركًا طوالها في 11 مباراة سجل خلالها هدفين. ثم انتقل إلى نادي فيليز سارسفيلد في موسم 1988–89 لمدة موسم واحد، حيث شارك في 27 مباراة سجل خلالها 4 أهداف. لينتقل بعدها إلى نادي أرجنتينوس جونيورز في موسم 1989–90 لمدة موسم واحد، مشاركًا في 26 مباراة سجل خلالها 3 أهداف. ثم انتقل إلى نادي سان لورينزو في موسم 1990–91 في المرة الأولى لمدة موسم واحد ثم في موسم 2000–01 ولمدة موسمين، مشاركًا طوالها في 67 مباراة سجل خلالها 14 هدفًا. هذا وانتقل لاحقًا إلى نادي تولون في موسم 1991–92 لمدة موسم واحد، مشاركًا في 27 مباراة سجل خلالها 12 هدفًا. ثم انتقل بعدها إلى نادي أتالانتا في موسم 1992–93 ولمدة موسمين، مشاركًا في 20 مباراة سجل خلالها هدفًا واحدًا. ليعود وينتقل من جديد، لكن هذه المرة إلى نادي بوروسيا دورتموند للفورميلا في موسم 1993–94 لمدة موسم واحد، مشاركًا في 6 مباريات ولم يسجل أي هدف. لينتقل بعدها إلى نادي أونيفرسيداد دي تشيلي في عامي 1995-1997 في المرة الأولى ولمدة موسمين ثم في موسم 1998 واستمر معه طيلة ثلاثة مواسم، مشاركًا طوالها في 124 مباراة سجل خلالها 22 هدفًا. ثم لعب في نادي أمريكا في موسم 1996–97 ولمدة موسمين، مشاركًا في 48 مباراة سجل خلالها 6 أهداف.

## روابط خارجية
- ليوناردو رودريغيز على موقع الاتحاد الدولي (مؤرشف)  (الإنجليزية)
- ليوناردو رودريغيز على موقع قاعدة بيانات كرة القدم.إي يو (الإنجليزية)
- ليوناردو رودريغيز على موقع ناشيونال فوتبول تيمز (الإنجليزية)
- ليوناردو رودريغيز على موقع عالم كرة القدم.نت (الإنجليزية)